# Klaus Heer
Klaus Heer (* 9. Dezember 1943 in Luzern) ist ein Schweizer Paartherapeut und Sachbuchautor.
Klaus Heer studierte Psychologie in Hamburg und Bern und promovierte 1973. Seit 1974 arbeitet er in freier paar- und familientherapeutischer Praxis in Bern. Seine Bücher behandeln das ganze Spektrum von Partnerschaftsthemen. Insbesondere benennen sie unverblümt Fragen zur Sexualität. In den Schweizer Massenmedien hat er als Fachperson für Beziehungsfragen eine hohe Präsenz.

## Veröffentlichungen
- Anenand verbi rede – en 11-teiligi Sändereihe mit eheliche Originaltön zum Thema Zuelose. 49 Seiten und 3 Musikkassetten, Radio DRS, Bern 1990
- Ehe, Sex & Liebesmüh’ – eindeutige Dokumente aus dem Innersten der Zweisamkeit. Scalo Verlag, Zürich 1995, ISBN 3-9803851-9-1
- WonneWorte – Lustvolle Entführung aus der sexuellen Sprachlosigkeit. Rowohlt, Reinbek bei Hamburg 2000, ISBN 3498029592
- Paarlauf – Wie einsam ist die Zweisamkeit? Scalo Verlag, Zürich 2005, ISBN 978-3-905801-06-4